# Tueurs de dames
Pour les articles homonymes, voir The Ladykillers.
Pour plus de détails, voir Fiche technique et Distribution.
Tueurs de dames (The Ladykillers) est un film britannique réalisé par Alexander Mackendrick, sorti en 1955.

## Synopsis
Le « professeur » Marcus et ses complices, se faisant passer pour des musiciens, louent une chambre chez la vieille veuve madame Wilberforce, pour préparer le vol d'un transfert de fonds à la gare de King's Cross voisine. Ils prétendent former un quintette à cordes amateur souhaitant répéter et passent des disques de musique de chambre (notamment le menuet de Boccherini) pendant leurs réunions. La vieille dame est intégrée dans leur plan à son insu, car elle est chargée d'aller récupérer à la gare une malle contenant le butin. 
Le plan se déroule comme prévu, même si la fantasque Mme Wilberforce cause quelques sueurs froides aux malfrats, en s'arrêtant notamment pour reprocher vertement à un vendeur de primeurs de maltraiter un cheval, créant un incident qui finira par nécessiter l'intervention de la police. Mais le butin finira quand même par arriver dans la maison de Mme Wilberforce, livré par deux agents de police.  
Alors que la petite bande prend congé de Mme Wilberforce et quitte la maison, l'un d'eux coince la courroie de son étui de violoncelle dans la porte d'entrée. L'étui s'ouvre, et les liasses de billets de banque qu'il contient s'échappent. Mme Wilberforce comprend alors la situation. Même si les bandits s'efforcent de la convaincre de la justesse morale de leur vol, et lui font croire que, comme elle est leur complice, elle sera arrêtée avec eux et finira ses jours en détention, la vieille dame est décidée à les dénoncer. Les cinq hommes ne voient alors pas d'autre solution que de la tuer.  

## Fiche technique
- Titre original : The Ladykillers
- Titre français : Tueurs de dames
- Réalisation : Alexander Mackendrick
- Scénario : William Rose et Jimmy O'Connor (non crédité)
- Direction artistique : Jim Morahan
- Costumes : Anthony Mendleson
- Photographie : Otto Heller
- Son : Leo Wilkins
- Montage : Jack Harris
- Maquillage : Alex Garfath
- Musique originale  : Tristram Cary et menuet du quintette op 11 n°5 de Boccherini
- Production : Michael Balcon
- Production associée : Seth Holt
- Société de production : Ealing Studios
- Société de distribution :  J. Arthur Rank Film Distributors ;  Continental Distributing
- Pays d'origine :  Royaume-Uni
- Langue originale : anglais
- Format : couleur (Technicolor) — 35 mm — 1.37:1 — son Mono (RCA Sound Recording)
- Genre : Comédie noire
- Durée : 91 minutes
- Dates de sortie :
  - Royaume-Uni : 8 décembre 1955
  - France : 3 février 1956
  - États-Unis : 20 février 1956 (New York)
  - Belgique : 24 février 1956

## Distribution
Les VF indiquées proviennent du second doublage.
- Katie Johnson (VF : Renée Faure) : Madame Wilberforce
- Alec Guinness (VF : Gabriel Cattand) : professeur Marcus
- Cecil Parker (VF : Jean-Claude Balard) : Major Claude Courtney
- Herbert Lom (VF : Pierre Fromont) : Louis Harvey
- Peter Sellers (VF : Daniel Russo) : Harry Robinson
- Danny Green (VF : Georges Atlas) : Monsieur Lawson
- Jack Warner : le superintendant
- Philip Stainton : le sergent de police
- Frankie Howerd : le vendeur de primeurs
- Kenneth Connor : le chauffeur de taxi (non crédité)
- Harold Goodwin : le préposé aux colis (non crédité)
- Sam Kydd
- Edie Martin
- Arthur Mullard
- Ewan Roberts

## Distinctions

### Récompenses
- BAFTA 1956 :
  - BAFTA de la meilleure actrice britannique pour Katie Johnson
  - BAFTA du meilleur scénario pour William Rose

### Nominations
- Oscars 1957 : nomination de William Rose pour l'Oscar du meilleur scénario original
- BAFTA 1956 : nomination pour le BAFTA du meilleur film britannique et celui du meilleur film

## Autour du film
- Tueurs de dames est l'une des toutes premières apparitions au cinéma de Peter Sellers.
- Un remake est réalisé en 2004 : Ladykillers (The Ladykillers) par Joel et Ethan Coen.
- Alec Guinness, qui interprète le rôle principal, a confié s'être inspiré du jeu d'Alastair Sim, pour composer son personnage[1].